# Phaenolobus nigripennis
Phaenolobus nigripennis är en stekelart som först beskrevs av Johann Ludwig Christian Gravenhorst 1829.  Phaenolobus nigripennis ingår i släktet Phaenolobus och familjen brokparasitsteklar. Inga underarter finns listade i Catalogue of Life.